# Cối xay (cờ vua)
Trong cờ vua, cối xay là một thuật ngữ mô tả một chiến thuật trong đó thể hiện sự phối hợp giữa những nước chiếu mở và những nước chiếu thông thường, thường được thực hiện bởi một Hậu hoặc một Xe và một Tượng; nó có thể đem lại ưu thế vật chất rất lớn. Đòn chiến thuật này thi thoảng cũng được đề cập như là một "see-saw" (tạm dịch: chiếc đu, ván bập bênh).

## Ví dụ
|   | a | b | c | d | e | f | g | h |   |
| 8 | a8 black rook · e8 black rook · f8 black knight · g8 black king · a7 black pawn · b7 black bishop · f7 black pawn · g7 black pawn · d6 black pawn · e6 black pawn · h6 black pawn · b5 black queen · g5 white bishop · h5 white queen · b4 white pawn · d4 white pawn · e3 white knight · g3 white rook · a2 white pawn · f2 white pawn · g2 white pawn · h2 white pawn · e1 white rook · g1 white king | a8 black rook · e8 black rook · f8 black knight · g8 black king · a7 black pawn · b7 black bishop · f7 black pawn · g7 black pawn · d6 black pawn · e6 black pawn · h6 black pawn · b5 black queen · g5 white bishop · h5 white queen · b4 white pawn · d4 white pawn · e3 white knight · g3 white rook · a2 white pawn · f2 white pawn · g2 white pawn · h2 white pawn · e1 white rook · g1 white king | a8 black rook · e8 black rook · f8 black knight · g8 black king · a7 black pawn · b7 black bishop · f7 black pawn · g7 black pawn · d6 black pawn · e6 black pawn · h6 black pawn · b5 black queen · g5 white bishop · h5 white queen · b4 white pawn · d4 white pawn · e3 white knight · g3 white rook · a2 white pawn · f2 white pawn · g2 white pawn · h2 white pawn · e1 white rook · g1 white king | a8 black rook · e8 black rook · f8 black knight · g8 black king · a7 black pawn · b7 black bishop · f7 black pawn · g7 black pawn · d6 black pawn · e6 black pawn · h6 black pawn · b5 black queen · g5 white bishop · h5 white queen · b4 white pawn · d4 white pawn · e3 white knight · g3 white rook · a2 white pawn · f2 white pawn · g2 white pawn · h2 white pawn · e1 white rook · g1 white king | a8 black rook · e8 black rook · f8 black knight · g8 black king · a7 black pawn · b7 black bishop · f7 black pawn · g7 black pawn · d6 black pawn · e6 black pawn · h6 black pawn · b5 black queen · g5 white bishop · h5 white queen · b4 white pawn · d4 white pawn · e3 white knight · g3 white rook · a2 white pawn · f2 white pawn · g2 white pawn · h2 white pawn · e1 white rook · g1 white king | a8 black rook · e8 black rook · f8 black knight · g8 black king · a7 black pawn · b7 black bishop · f7 black pawn · g7 black pawn · d6 black pawn · e6 black pawn · h6 black pawn · b5 black queen · g5 white bishop · h5 white queen · b4 white pawn · d4 white pawn · e3 white knight · g3 white rook · a2 white pawn · f2 white pawn · g2 white pawn · h2 white pawn · e1 white rook · g1 white king | a8 black rook · e8 black rook · f8 black knight · g8 black king · a7 black pawn · b7 black bishop · f7 black pawn · g7 black pawn · d6 black pawn · e6 black pawn · h6 black pawn · b5 black queen · g5 white bishop · h5 white queen · b4 white pawn · d4 white pawn · e3 white knight · g3 white rook · a2 white pawn · f2 white pawn · g2 white pawn · h2 white pawn · e1 white rook · g1 white king | a8 black rook · e8 black rook · f8 black knight · g8 black king · a7 black pawn · b7 black bishop · f7 black pawn · g7 black pawn · d6 black pawn · e6 black pawn · h6 black pawn · b5 black queen · g5 white bishop · h5 white queen · b4 white pawn · d4 white pawn · e3 white knight · g3 white rook · a2 white pawn · f2 white pawn · g2 white pawn · h2 white pawn · e1 white rook · g1 white king | 8 |
| 7 | a8 black rook · e8 black rook · f8 black knight · g8 black king · a7 black pawn · b7 black bishop · f7 black pawn · g7 black pawn · d6 black pawn · e6 black pawn · h6 black pawn · b5 black queen · g5 white bishop · h5 white queen · b4 white pawn · d4 white pawn · e3 white knight · g3 white rook · a2 white pawn · f2 white pawn · g2 white pawn · h2 white pawn · e1 white rook · g1 white king | a8 black rook · e8 black rook · f8 black knight · g8 black king · a7 black pawn · b7 black bishop · f7 black pawn · g7 black pawn · d6 black pawn · e6 black pawn · h6 black pawn · b5 black queen · g5 white bishop · h5 white queen · b4 white pawn · d4 white pawn · e3 white knight · g3 white rook · a2 white pawn · f2 white pawn · g2 white pawn · h2 white pawn · e1 white rook · g1 white king | a8 black rook · e8 black rook · f8 black knight · g8 black king · a7 black pawn · b7 black bishop · f7 black pawn · g7 black pawn · d6 black pawn · e6 black pawn · h6 black pawn · b5 black queen · g5 white bishop · h5 white queen · b4 white pawn · d4 white pawn · e3 white knight · g3 white rook · a2 white pawn · f2 white pawn · g2 white pawn · h2 white pawn · e1 white rook · g1 white king | a8 black rook · e8 black rook · f8 black knight · g8 black king · a7 black pawn · b7 black bishop · f7 black pawn · g7 black pawn · d6 black pawn · e6 black pawn · h6 black pawn · b5 black queen · g5 white bishop · h5 white queen · b4 white pawn · d4 white pawn · e3 white knight · g3 white rook · a2 white pawn · f2 white pawn · g2 white pawn · h2 white pawn · e1 white rook · g1 white king | a8 black rook · e8 black rook · f8 black knight · g8 black king · a7 black pawn · b7 black bishop · f7 black pawn · g7 black pawn · d6 black pawn · e6 black pawn · h6 black pawn · b5 black queen · g5 white bishop · h5 white queen · b4 white pawn · d4 white pawn · e3 white knight · g3 white rook · a2 white pawn · f2 white pawn · g2 white pawn · h2 white pawn · e1 white rook · g1 white king | a8 black rook · e8 black rook · f8 black knight · g8 black king · a7 black pawn · b7 black bishop · f7 black pawn · g7 black pawn · d6 black pawn · e6 black pawn · h6 black pawn · b5 black queen · g5 white bishop · h5 white queen · b4 white pawn · d4 white pawn · e3 white knight · g3 white rook · a2 white pawn · f2 white pawn · g2 white pawn · h2 white pawn · e1 white rook · g1 white king | a8 black rook · e8 black rook · f8 black knight · g8 black king · a7 black pawn · b7 black bishop · f7 black pawn · g7 black pawn · d6 black pawn · e6 black pawn · h6 black pawn · b5 black queen · g5 white bishop · h5 white queen · b4 white pawn · d4 white pawn · e3 white knight · g3 white rook · a2 white pawn · f2 white pawn · g2 white pawn · h2 white pawn · e1 white rook · g1 white king | a8 black rook · e8 black rook · f8 black knight · g8 black king · a7 black pawn · b7 black bishop · f7 black pawn · g7 black pawn · d6 black pawn · e6 black pawn · h6 black pawn · b5 black queen · g5 white bishop · h5 white queen · b4 white pawn · d4 white pawn · e3 white knight · g3 white rook · a2 white pawn · f2 white pawn · g2 white pawn · h2 white pawn · e1 white rook · g1 white king | 7 |
| 6 | a8 black rook · e8 black rook · f8 black knight · g8 black king · a7 black pawn · b7 black bishop · f7 black pawn · g7 black pawn · d6 black pawn · e6 black pawn · h6 black pawn · b5 black queen · g5 white bishop · h5 white queen · b4 white pawn · d4 white pawn · e3 white knight · g3 white rook · a2 white pawn · f2 white pawn · g2 white pawn · h2 white pawn · e1 white rook · g1 white king | a8 black rook · e8 black rook · f8 black knight · g8 black king · a7 black pawn · b7 black bishop · f7 black pawn · g7 black pawn · d6 black pawn · e6 black pawn · h6 black pawn · b5 black queen · g5 white bishop · h5 white queen · b4 white pawn · d4 white pawn · e3 white knight · g3 white rook · a2 white pawn · f2 white pawn · g2 white pawn · h2 white pawn · e1 white rook · g1 white king | a8 black rook · e8 black rook · f8 black knight · g8 black king · a7 black pawn · b7 black bishop · f7 black pawn · g7 black pawn · d6 black pawn · e6 black pawn · h6 black pawn · b5 black queen · g5 white bishop · h5 white queen · b4 white pawn · d4 white pawn · e3 white knight · g3 white rook · a2 white pawn · f2 white pawn · g2 white pawn · h2 white pawn · e1 white rook · g1 white king | a8 black rook · e8 black rook · f8 black knight · g8 black king · a7 black pawn · b7 black bishop · f7 black pawn · g7 black pawn · d6 black pawn · e6 black pawn · h6 black pawn · b5 black queen · g5 white bishop · h5 white queen · b4 white pawn · d4 white pawn · e3 white knight · g3 white rook · a2 white pawn · f2 white pawn · g2 white pawn · h2 white pawn · e1 white rook · g1 white king | a8 black rook · e8 black rook · f8 black knight · g8 black king · a7 black pawn · b7 black bishop · f7 black pawn · g7 black pawn · d6 black pawn · e6 black pawn · h6 black pawn · b5 black queen · g5 white bishop · h5 white queen · b4 white pawn · d4 white pawn · e3 white knight · g3 white rook · a2 white pawn · f2 white pawn · g2 white pawn · h2 white pawn · e1 white rook · g1 white king | a8 black rook · e8 black rook · f8 black knight · g8 black king · a7 black pawn · b7 black bishop · f7 black pawn · g7 black pawn · d6 black pawn · e6 black pawn · h6 black pawn · b5 black queen · g5 white bishop · h5 white queen · b4 white pawn · d4 white pawn · e3 white knight · g3 white rook · a2 white pawn · f2 white pawn · g2 white pawn · h2 white pawn · e1 white rook · g1 white king | a8 black rook · e8 black rook · f8 black knight · g8 black king · a7 black pawn · b7 black bishop · f7 black pawn · g7 black pawn · d6 black pawn · e6 black pawn · h6 black pawn · b5 black queen · g5 white bishop · h5 white queen · b4 white pawn · d4 white pawn · e3 white knight · g3 white rook · a2 white pawn · f2 white pawn · g2 white pawn · h2 white pawn · e1 white rook · g1 white king | a8 black rook · e8 black rook · f8 black knight · g8 black king · a7 black pawn · b7 black bishop · f7 black pawn · g7 black pawn · d6 black pawn · e6 black pawn · h6 black pawn · b5 black queen · g5 white bishop · h5 white queen · b4 white pawn · d4 white pawn · e3 white knight · g3 white rook · a2 white pawn · f2 white pawn · g2 white pawn · h2 white pawn · e1 white rook · g1 white king | 6 |
| 5 | a8 black rook · e8 black rook · f8 black knight · g8 black king · a7 black pawn · b7 black bishop · f7 black pawn · g7 black pawn · d6 black pawn · e6 black pawn · h6 black pawn · b5 black queen · g5 white bishop · h5 white queen · b4 white pawn · d4 white pawn · e3 white knight · g3 white rook · a2 white pawn · f2 white pawn · g2 white pawn · h2 white pawn · e1 white rook · g1 white king | a8 black rook · e8 black rook · f8 black knight · g8 black king · a7 black pawn · b7 black bishop · f7 black pawn · g7 black pawn · d6 black pawn · e6 black pawn · h6 black pawn · b5 black queen · g5 white bishop · h5 white queen · b4 white pawn · d4 white pawn · e3 white knight · g3 white rook · a2 white pawn · f2 white pawn · g2 white pawn · h2 white pawn · e1 white rook · g1 white king | a8 black rook · e8 black rook · f8 black knight · g8 black king · a7 black pawn · b7 black bishop · f7 black pawn · g7 black pawn · d6 black pawn · e6 black pawn · h6 black pawn · b5 black queen · g5 white bishop · h5 white queen · b4 white pawn · d4 white pawn · e3 white knight · g3 white rook · a2 white pawn · f2 white pawn · g2 white pawn · h2 white pawn · e1 white rook · g1 white king | a8 black rook · e8 black rook · f8 black knight · g8 black king · a7 black pawn · b7 black bishop · f7 black pawn · g7 black pawn · d6 black pawn · e6 black pawn · h6 black pawn · b5 black queen · g5 white bishop · h5 white queen · b4 white pawn · d4 white pawn · e3 white knight · g3 white rook · a2 white pawn · f2 white pawn · g2 white pawn · h2 white pawn · e1 white rook · g1 white king | a8 black rook · e8 black rook · f8 black knight · g8 black king · a7 black pawn · b7 black bishop · f7 black pawn · g7 black pawn · d6 black pawn · e6 black pawn · h6 black pawn · b5 black queen · g5 white bishop · h5 white queen · b4 white pawn · d4 white pawn · e3 white knight · g3 white rook · a2 white pawn · f2 white pawn · g2 white pawn · h2 white pawn · e1 white rook · g1 white king | a8 black rook · e8 black rook · f8 black knight · g8 black king · a7 black pawn · b7 black bishop · f7 black pawn · g7 black pawn · d6 black pawn · e6 black pawn · h6 black pawn · b5 black queen · g5 white bishop · h5 white queen · b4 white pawn · d4 white pawn · e3 white knight · g3 white rook · a2 white pawn · f2 white pawn · g2 white pawn · h2 white pawn · e1 white rook · g1 white king | a8 black rook · e8 black rook · f8 black knight · g8 black king · a7 black pawn · b7 black bishop · f7 black pawn · g7 black pawn · d6 black pawn · e6 black pawn · h6 black pawn · b5 black queen · g5 white bishop · h5 white queen · b4 white pawn · d4 white pawn · e3 white knight · g3 white rook · a2 white pawn · f2 white pawn · g2 white pawn · h2 white pawn · e1 white rook · g1 white king | a8 black rook · e8 black rook · f8 black knight · g8 black king · a7 black pawn · b7 black bishop · f7 black pawn · g7 black pawn · d6 black pawn · e6 black pawn · h6 black pawn · b5 black queen · g5 white bishop · h5 white queen · b4 white pawn · d4 white pawn · e3 white knight · g3 white rook · a2 white pawn · f2 white pawn · g2 white pawn · h2 white pawn · e1 white rook · g1 white king | 5 |
| 4 | a8 black rook · e8 black rook · f8 black knight · g8 black king · a7 black pawn · b7 black bishop · f7 black pawn · g7 black pawn · d6 black pawn · e6 black pawn · h6 black pawn · b5 black queen · g5 white bishop · h5 white queen · b4 white pawn · d4 white pawn · e3 white knight · g3 white rook · a2 white pawn · f2 white pawn · g2 white pawn · h2 white pawn · e1 white rook · g1 white king | a8 black rook · e8 black rook · f8 black knight · g8 black king · a7 black pawn · b7 black bishop · f7 black pawn · g7 black pawn · d6 black pawn · e6 black pawn · h6 black pawn · b5 black queen · g5 white bishop · h5 white queen · b4 white pawn · d4 white pawn · e3 white knight · g3 white rook · a2 white pawn · f2 white pawn · g2 white pawn · h2 white pawn · e1 white rook · g1 white king | a8 black rook · e8 black rook · f8 black knight · g8 black king · a7 black pawn · b7 black bishop · f7 black pawn · g7 black pawn · d6 black pawn · e6 black pawn · h6 black pawn · b5 black queen · g5 white bishop · h5 white queen · b4 white pawn · d4 white pawn · e3 white knight · g3 white rook · a2 white pawn · f2 white pawn · g2 white pawn · h2 white pawn · e1 white rook · g1 white king | a8 black rook · e8 black rook · f8 black knight · g8 black king · a7 black pawn · b7 black bishop · f7 black pawn · g7 black pawn · d6 black pawn · e6 black pawn · h6 black pawn · b5 black queen · g5 white bishop · h5 white queen · b4 white pawn · d4 white pawn · e3 white knight · g3 white rook · a2 white pawn · f2 white pawn · g2 white pawn · h2 white pawn · e1 white rook · g1 white king | a8 black rook · e8 black rook · f8 black knight · g8 black king · a7 black pawn · b7 black bishop · f7 black pawn · g7 black pawn · d6 black pawn · e6 black pawn · h6 black pawn · b5 black queen · g5 white bishop · h5 white queen · b4 white pawn · d4 white pawn · e3 white knight · g3 white rook · a2 white pawn · f2 white pawn · g2 white pawn · h2 white pawn · e1 white rook · g1 white king | a8 black rook · e8 black rook · f8 black knight · g8 black king · a7 black pawn · b7 black bishop · f7 black pawn · g7 black pawn · d6 black pawn · e6 black pawn · h6 black pawn · b5 black queen · g5 white bishop · h5 white queen · b4 white pawn · d4 white pawn · e3 white knight · g3 white rook · a2 white pawn · f2 white pawn · g2 white pawn · h2 white pawn · e1 white rook · g1 white king | a8 black rook · e8 black rook · f8 black knight · g8 black king · a7 black pawn · b7 black bishop · f7 black pawn · g7 black pawn · d6 black pawn · e6 black pawn · h6 black pawn · b5 black queen · g5 white bishop · h5 white queen · b4 white pawn · d4 white pawn · e3 white knight · g3 white rook · a2 white pawn · f2 white pawn · g2 white pawn · h2 white pawn · e1 white rook · g1 white king | a8 black rook · e8 black rook · f8 black knight · g8 black king · a7 black pawn · b7 black bishop · f7 black pawn · g7 black pawn · d6 black pawn · e6 black pawn · h6 black pawn · b5 black queen · g5 white bishop · h5 white queen · b4 white pawn · d4 white pawn · e3 white knight · g3 white rook · a2 white pawn · f2 white pawn · g2 white pawn · h2 white pawn · e1 white rook · g1 white king | 4 |
| 3 | a8 black rook · e8 black rook · f8 black knight · g8 black king · a7 black pawn · b7 black bishop · f7 black pawn · g7 black pawn · d6 black pawn · e6 black pawn · h6 black pawn · b5 black queen · g5 white bishop · h5 white queen · b4 white pawn · d4 white pawn · e3 white knight · g3 white rook · a2 white pawn · f2 white pawn · g2 white pawn · h2 white pawn · e1 white rook · g1 white king | a8 black rook · e8 black rook · f8 black knight · g8 black king · a7 black pawn · b7 black bishop · f7 black pawn · g7 black pawn · d6 black pawn · e6 black pawn · h6 black pawn · b5 black queen · g5 white bishop · h5 white queen · b4 white pawn · d4 white pawn · e3 white knight · g3 white rook · a2 white pawn · f2 white pawn · g2 white pawn · h2 white pawn · e1 white rook · g1 white king | a8 black rook · e8 black rook · f8 black knight · g8 black king · a7 black pawn · b7 black bishop · f7 black pawn · g7 black pawn · d6 black pawn · e6 black pawn · h6 black pawn · b5 black queen · g5 white bishop · h5 white queen · b4 white pawn · d4 white pawn · e3 white knight · g3 white rook · a2 white pawn · f2 white pawn · g2 white pawn · h2 white pawn · e1 white rook · g1 white king | a8 black rook · e8 black rook · f8 black knight · g8 black king · a7 black pawn · b7 black bishop · f7 black pawn · g7 black pawn · d6 black pawn · e6 black pawn · h6 black pawn · b5 black queen · g5 white bishop · h5 white queen · b4 white pawn · d4 white pawn · e3 white knight · g3 white rook · a2 white pawn · f2 white pawn · g2 white pawn · h2 white pawn · e1 white rook · g1 white king | a8 black rook · e8 black rook · f8 black knight · g8 black king · a7 black pawn · b7 black bishop · f7 black pawn · g7 black pawn · d6 black pawn · e6 black pawn · h6 black pawn · b5 black queen · g5 white bishop · h5 white queen · b4 white pawn · d4 white pawn · e3 white knight · g3 white rook · a2 white pawn · f2 white pawn · g2 white pawn · h2 white pawn · e1 white rook · g1 white king | a8 black rook · e8 black rook · f8 black knight · g8 black king · a7 black pawn · b7 black bishop · f7 black pawn · g7 black pawn · d6 black pawn · e6 black pawn · h6 black pawn · b5 black queen · g5 white bishop · h5 white queen · b4 white pawn · d4 white pawn · e3 white knight · g3 white rook · a2 white pawn · f2 white pawn · g2 white pawn · h2 white pawn · e1 white rook · g1 white king | a8 black rook · e8 black rook · f8 black knight · g8 black king · a7 black pawn · b7 black bishop · f7 black pawn · g7 black pawn · d6 black pawn · e6 black pawn · h6 black pawn · b5 black queen · g5 white bishop · h5 white queen · b4 white pawn · d4 white pawn · e3 white knight · g3 white rook · a2 white pawn · f2 white pawn · g2 white pawn · h2 white pawn · e1 white rook · g1 white king | a8 black rook · e8 black rook · f8 black knight · g8 black king · a7 black pawn · b7 black bishop · f7 black pawn · g7 black pawn · d6 black pawn · e6 black pawn · h6 black pawn · b5 black queen · g5 white bishop · h5 white queen · b4 white pawn · d4 white pawn · e3 white knight · g3 white rook · a2 white pawn · f2 white pawn · g2 white pawn · h2 white pawn · e1 white rook · g1 white king | 3 |
| 2 | a8 black rook · e8 black rook · f8 black knight · g8 black king · a7 black pawn · b7 black bishop · f7 black pawn · g7 black pawn · d6 black pawn · e6 black pawn · h6 black pawn · b5 black queen · g5 white bishop · h5 white queen · b4 white pawn · d4 white pawn · e3 white knight · g3 white rook · a2 white pawn · f2 white pawn · g2 white pawn · h2 white pawn · e1 white rook · g1 white king | a8 black rook · e8 black rook · f8 black knight · g8 black king · a7 black pawn · b7 black bishop · f7 black pawn · g7 black pawn · d6 black pawn · e6 black pawn · h6 black pawn · b5 black queen · g5 white bishop · h5 white queen · b4 white pawn · d4 white pawn · e3 white knight · g3 white rook · a2 white pawn · f2 white pawn · g2 white pawn · h2 white pawn · e1 white rook · g1 white king | a8 black rook · e8 black rook · f8 black knight · g8 black king · a7 black pawn · b7 black bishop · f7 black pawn · g7 black pawn · d6 black pawn · e6 black pawn · h6 black pawn · b5 black queen · g5 white bishop · h5 white queen · b4 white pawn · d4 white pawn · e3 white knight · g3 white rook · a2 white pawn · f2 white pawn · g2 white pawn · h2 white pawn · e1 white rook · g1 white king | a8 black rook · e8 black rook · f8 black knight · g8 black king · a7 black pawn · b7 black bishop · f7 black pawn · g7 black pawn · d6 black pawn · e6 black pawn · h6 black pawn · b5 black queen · g5 white bishop · h5 white queen · b4 white pawn · d4 white pawn · e3 white knight · g3 white rook · a2 white pawn · f2 white pawn · g2 white pawn · h2 white pawn · e1 white rook · g1 white king | a8 black rook · e8 black rook · f8 black knight · g8 black king · a7 black pawn · b7 black bishop · f7 black pawn · g7 black pawn · d6 black pawn · e6 black pawn · h6 black pawn · b5 black queen · g5 white bishop · h5 white queen · b4 white pawn · d4 white pawn · e3 white knight · g3 white rook · a2 white pawn · f2 white pawn · g2 white pawn · h2 white pawn · e1 white rook · g1 white king | a8 black rook · e8 black rook · f8 black knight · g8 black king · a7 black pawn · b7 black bishop · f7 black pawn · g7 black pawn · d6 black pawn · e6 black pawn · h6 black pawn · b5 black queen · g5 white bishop · h5 white queen · b4 white pawn · d4 white pawn · e3 white knight · g3 white rook · a2 white pawn · f2 white pawn · g2 white pawn · h2 white pawn · e1 white rook · g1 white king | a8 black rook · e8 black rook · f8 black knight · g8 black king · a7 black pawn · b7 black bishop · f7 black pawn · g7 black pawn · d6 black pawn · e6 black pawn · h6 black pawn · b5 black queen · g5 white bishop · h5 white queen · b4 white pawn · d4 white pawn · e3 white knight · g3 white rook · a2 white pawn · f2 white pawn · g2 white pawn · h2 white pawn · e1 white rook · g1 white king | a8 black rook · e8 black rook · f8 black knight · g8 black king · a7 black pawn · b7 black bishop · f7 black pawn · g7 black pawn · d6 black pawn · e6 black pawn · h6 black pawn · b5 black queen · g5 white bishop · h5 white queen · b4 white pawn · d4 white pawn · e3 white knight · g3 white rook · a2 white pawn · f2 white pawn · g2 white pawn · h2 white pawn · e1 white rook · g1 white king | 2 |
| 1 | a8 black rook · e8 black rook · f8 black knight · g8 black king · a7 black pawn · b7 black bishop · f7 black pawn · g7 black pawn · d6 black pawn · e6 black pawn · h6 black pawn · b5 black queen · g5 white bishop · h5 white queen · b4 white pawn · d4 white pawn · e3 white knight · g3 white rook · a2 white pawn · f2 white pawn · g2 white pawn · h2 white pawn · e1 white rook · g1 white king | a8 black rook · e8 black rook · f8 black knight · g8 black king · a7 black pawn · b7 black bishop · f7 black pawn · g7 black pawn · d6 black pawn · e6 black pawn · h6 black pawn · b5 black queen · g5 white bishop · h5 white queen · b4 white pawn · d4 white pawn · e3 white knight · g3 white rook · a2 white pawn · f2 white pawn · g2 white pawn · h2 white pawn · e1 white rook · g1 white king | a8 black rook · e8 black rook · f8 black knight · g8 black king · a7 black pawn · b7 black bishop · f7 black pawn · g7 black pawn · d6 black pawn · e6 black pawn · h6 black pawn · b5 black queen · g5 white bishop · h5 white queen · b4 white pawn · d4 white pawn · e3 white knight · g3 white rook · a2 white pawn · f2 white pawn · g2 white pawn · h2 white pawn · e1 white rook · g1 white king | a8 black rook · e8 black rook · f8 black knight · g8 black king · a7 black pawn · b7 black bishop · f7 black pawn · g7 black pawn · d6 black pawn · e6 black pawn · h6 black pawn · b5 black queen · g5 white bishop · h5 white queen · b4 white pawn · d4 white pawn · e3 white knight · g3 white rook · a2 white pawn · f2 white pawn · g2 white pawn · h2 white pawn · e1 white rook · g1 white king | a8 black rook · e8 black rook · f8 black knight · g8 black king · a7 black pawn · b7 black bishop · f7 black pawn · g7 black pawn · d6 black pawn · e6 black pawn · h6 black pawn · b5 black queen · g5 white bishop · h5 white queen · b4 white pawn · d4 white pawn · e3 white knight · g3 white rook · a2 white pawn · f2 white pawn · g2 white pawn · h2 white pawn · e1 white rook · g1 white king | a8 black rook · e8 black rook · f8 black knight · g8 black king · a7 black pawn · b7 black bishop · f7 black pawn · g7 black pawn · d6 black pawn · e6 black pawn · h6 black pawn · b5 black queen · g5 white bishop · h5 white queen · b4 white pawn · d4 white pawn · e3 white knight · g3 white rook · a2 white pawn · f2 white pawn · g2 white pawn · h2 white pawn · e1 white rook · g1 white king | a8 black rook · e8 black rook · f8 black knight · g8 black king · a7 black pawn · b7 black bishop · f7 black pawn · g7 black pawn · d6 black pawn · e6 black pawn · h6 black pawn · b5 black queen · g5 white bishop · h5 white queen · b4 white pawn · d4 white pawn · e3 white knight · g3 white rook · a2 white pawn · f2 white pawn · g2 white pawn · h2 white pawn · e1 white rook · g1 white king | a8 black rook · e8 black rook · f8 black knight · g8 black king · a7 black pawn · b7 black bishop · f7 black pawn · g7 black pawn · d6 black pawn · e6 black pawn · h6 black pawn · b5 black queen · g5 white bishop · h5 white queen · b4 white pawn · d4 white pawn · e3 white knight · g3 white rook · a2 white pawn · f2 white pawn · g2 white pawn · h2 white pawn · e1 white rook · g1 white king | 1 |
|   | a | b | c | d | e | f | g | h |   |

Trong ván đấu ở hình bên, Carlos Torre-Repetto đã sử dụng chiến thuật cối xay chống lại Emanuel Lasker, kết quả đem đến cho ông lợi thế hơn hai Tốt và một Tượng, qua đó giúp ông bước vào tàn cuộc với ưu thế thắng (mặc dù sau đó Lasker đã gỡ lại được Tượng). Nước 25. Tf6!, hy sinh Hậu, thiết lập cối xay, Đen buộc phải chấp nhận Hậu thí khi mà Hậu của họ không được bảo vệ, và bất kỳ nỗ lực nào để ngăn cản cối xay sẽ đơn giản là giúp Trắng hơn Hậu. Ván đấu tiếp tục: 25.... Hxh5 26. Xxg7+ Vh8 27. Xxf7+ chiếu mở bằng Tượng. Trắng chỉ cần đơn giản lặp lại mô hình chiếu mở/chiếu thường, nhờ đó ăn được rất nhiều quân của đối thủ bằng Xe. 27....Vg8 28. Xg7+ Vh8 29. Xxb7+ Vg8 30. Xg7+ Vh8 31. Xg5+ Vh7 32. Xxh5 Trắng kết thúc đòn cối xay với việc ăn lại Hậu của Đen.
Một ví dụ khác là trong ván cờ thế kỷ, Bobby Fischer đã thực hiện đòn cối xay với một Tượng và một Mã, kéo dài từ nước 18 đến nước 23.
Thế cờ minh họa dưới đây mô tả đòn cối xay:
|   | a | b | c | d | e | f | g | h |   |
| 8 | f8 black knight · h8 black king · b7 black bishop · c7 black knight · d7 black bishop · e7 black knight · f7 black bishop · g7 white rook · g6 black bishop · h6 black knight · g5 black knight · g4 black bishop · c3 white bishop · g3 black knight · b2 white king · g2 black bishop · a1 black rook | f8 black knight · h8 black king · b7 black bishop · c7 black knight · d7 black bishop · e7 black knight · f7 black bishop · g7 white rook · g6 black bishop · h6 black knight · g5 black knight · g4 black bishop · c3 white bishop · g3 black knight · b2 white king · g2 black bishop · a1 black rook | f8 black knight · h8 black king · b7 black bishop · c7 black knight · d7 black bishop · e7 black knight · f7 black bishop · g7 white rook · g6 black bishop · h6 black knight · g5 black knight · g4 black bishop · c3 white bishop · g3 black knight · b2 white king · g2 black bishop · a1 black rook | f8 black knight · h8 black king · b7 black bishop · c7 black knight · d7 black bishop · e7 black knight · f7 black bishop · g7 white rook · g6 black bishop · h6 black knight · g5 black knight · g4 black bishop · c3 white bishop · g3 black knight · b2 white king · g2 black bishop · a1 black rook | f8 black knight · h8 black king · b7 black bishop · c7 black knight · d7 black bishop · e7 black knight · f7 black bishop · g7 white rook · g6 black bishop · h6 black knight · g5 black knight · g4 black bishop · c3 white bishop · g3 black knight · b2 white king · g2 black bishop · a1 black rook | f8 black knight · h8 black king · b7 black bishop · c7 black knight · d7 black bishop · e7 black knight · f7 black bishop · g7 white rook · g6 black bishop · h6 black knight · g5 black knight · g4 black bishop · c3 white bishop · g3 black knight · b2 white king · g2 black bishop · a1 black rook | f8 black knight · h8 black king · b7 black bishop · c7 black knight · d7 black bishop · e7 black knight · f7 black bishop · g7 white rook · g6 black bishop · h6 black knight · g5 black knight · g4 black bishop · c3 white bishop · g3 black knight · b2 white king · g2 black bishop · a1 black rook | f8 black knight · h8 black king · b7 black bishop · c7 black knight · d7 black bishop · e7 black knight · f7 black bishop · g7 white rook · g6 black bishop · h6 black knight · g5 black knight · g4 black bishop · c3 white bishop · g3 black knight · b2 white king · g2 black bishop · a1 black rook | 8 |
| 7 | f8 black knight · h8 black king · b7 black bishop · c7 black knight · d7 black bishop · e7 black knight · f7 black bishop · g7 white rook · g6 black bishop · h6 black knight · g5 black knight · g4 black bishop · c3 white bishop · g3 black knight · b2 white king · g2 black bishop · a1 black rook | f8 black knight · h8 black king · b7 black bishop · c7 black knight · d7 black bishop · e7 black knight · f7 black bishop · g7 white rook · g6 black bishop · h6 black knight · g5 black knight · g4 black bishop · c3 white bishop · g3 black knight · b2 white king · g2 black bishop · a1 black rook | f8 black knight · h8 black king · b7 black bishop · c7 black knight · d7 black bishop · e7 black knight · f7 black bishop · g7 white rook · g6 black bishop · h6 black knight · g5 black knight · g4 black bishop · c3 white bishop · g3 black knight · b2 white king · g2 black bishop · a1 black rook | f8 black knight · h8 black king · b7 black bishop · c7 black knight · d7 black bishop · e7 black knight · f7 black bishop · g7 white rook · g6 black bishop · h6 black knight · g5 black knight · g4 black bishop · c3 white bishop · g3 black knight · b2 white king · g2 black bishop · a1 black rook | f8 black knight · h8 black king · b7 black bishop · c7 black knight · d7 black bishop · e7 black knight · f7 black bishop · g7 white rook · g6 black bishop · h6 black knight · g5 black knight · g4 black bishop · c3 white bishop · g3 black knight · b2 white king · g2 black bishop · a1 black rook | f8 black knight · h8 black king · b7 black bishop · c7 black knight · d7 black bishop · e7 black knight · f7 black bishop · g7 white rook · g6 black bishop · h6 black knight · g5 black knight · g4 black bishop · c3 white bishop · g3 black knight · b2 white king · g2 black bishop · a1 black rook | f8 black knight · h8 black king · b7 black bishop · c7 black knight · d7 black bishop · e7 black knight · f7 black bishop · g7 white rook · g6 black bishop · h6 black knight · g5 black knight · g4 black bishop · c3 white bishop · g3 black knight · b2 white king · g2 black bishop · a1 black rook | f8 black knight · h8 black king · b7 black bishop · c7 black knight · d7 black bishop · e7 black knight · f7 black bishop · g7 white rook · g6 black bishop · h6 black knight · g5 black knight · g4 black bishop · c3 white bishop · g3 black knight · b2 white king · g2 black bishop · a1 black rook | 7 |
| 6 | f8 black knight · h8 black king · b7 black bishop · c7 black knight · d7 black bishop · e7 black knight · f7 black bishop · g7 white rook · g6 black bishop · h6 black knight · g5 black knight · g4 black bishop · c3 white bishop · g3 black knight · b2 white king · g2 black bishop · a1 black rook | f8 black knight · h8 black king · b7 black bishop · c7 black knight · d7 black bishop · e7 black knight · f7 black bishop · g7 white rook · g6 black bishop · h6 black knight · g5 black knight · g4 black bishop · c3 white bishop · g3 black knight · b2 white king · g2 black bishop · a1 black rook | f8 black knight · h8 black king · b7 black bishop · c7 black knight · d7 black bishop · e7 black knight · f7 black bishop · g7 white rook · g6 black bishop · h6 black knight · g5 black knight · g4 black bishop · c3 white bishop · g3 black knight · b2 white king · g2 black bishop · a1 black rook | f8 black knight · h8 black king · b7 black bishop · c7 black knight · d7 black bishop · e7 black knight · f7 black bishop · g7 white rook · g6 black bishop · h6 black knight · g5 black knight · g4 black bishop · c3 white bishop · g3 black knight · b2 white king · g2 black bishop · a1 black rook | f8 black knight · h8 black king · b7 black bishop · c7 black knight · d7 black bishop · e7 black knight · f7 black bishop · g7 white rook · g6 black bishop · h6 black knight · g5 black knight · g4 black bishop · c3 white bishop · g3 black knight · b2 white king · g2 black bishop · a1 black rook | f8 black knight · h8 black king · b7 black bishop · c7 black knight · d7 black bishop · e7 black knight · f7 black bishop · g7 white rook · g6 black bishop · h6 black knight · g5 black knight · g4 black bishop · c3 white bishop · g3 black knight · b2 white king · g2 black bishop · a1 black rook | f8 black knight · h8 black king · b7 black bishop · c7 black knight · d7 black bishop · e7 black knight · f7 black bishop · g7 white rook · g6 black bishop · h6 black knight · g5 black knight · g4 black bishop · c3 white bishop · g3 black knight · b2 white king · g2 black bishop · a1 black rook | f8 black knight · h8 black king · b7 black bishop · c7 black knight · d7 black bishop · e7 black knight · f7 black bishop · g7 white rook · g6 black bishop · h6 black knight · g5 black knight · g4 black bishop · c3 white bishop · g3 black knight · b2 white king · g2 black bishop · a1 black rook | 6 |
| 5 | f8 black knight · h8 black king · b7 black bishop · c7 black knight · d7 black bishop · e7 black knight · f7 black bishop · g7 white rook · g6 black bishop · h6 black knight · g5 black knight · g4 black bishop · c3 white bishop · g3 black knight · b2 white king · g2 black bishop · a1 black rook | f8 black knight · h8 black king · b7 black bishop · c7 black knight · d7 black bishop · e7 black knight · f7 black bishop · g7 white rook · g6 black bishop · h6 black knight · g5 black knight · g4 black bishop · c3 white bishop · g3 black knight · b2 white king · g2 black bishop · a1 black rook | f8 black knight · h8 black king · b7 black bishop · c7 black knight · d7 black bishop · e7 black knight · f7 black bishop · g7 white rook · g6 black bishop · h6 black knight · g5 black knight · g4 black bishop · c3 white bishop · g3 black knight · b2 white king · g2 black bishop · a1 black rook | f8 black knight · h8 black king · b7 black bishop · c7 black knight · d7 black bishop · e7 black knight · f7 black bishop · g7 white rook · g6 black bishop · h6 black knight · g5 black knight · g4 black bishop · c3 white bishop · g3 black knight · b2 white king · g2 black bishop · a1 black rook | f8 black knight · h8 black king · b7 black bishop · c7 black knight · d7 black bishop · e7 black knight · f7 black bishop · g7 white rook · g6 black bishop · h6 black knight · g5 black knight · g4 black bishop · c3 white bishop · g3 black knight · b2 white king · g2 black bishop · a1 black rook | f8 black knight · h8 black king · b7 black bishop · c7 black knight · d7 black bishop · e7 black knight · f7 black bishop · g7 white rook · g6 black bishop · h6 black knight · g5 black knight · g4 black bishop · c3 white bishop · g3 black knight · b2 white king · g2 black bishop · a1 black rook | f8 black knight · h8 black king · b7 black bishop · c7 black knight · d7 black bishop · e7 black knight · f7 black bishop · g7 white rook · g6 black bishop · h6 black knight · g5 black knight · g4 black bishop · c3 white bishop · g3 black knight · b2 white king · g2 black bishop · a1 black rook | f8 black knight · h8 black king · b7 black bishop · c7 black knight · d7 black bishop · e7 black knight · f7 black bishop · g7 white rook · g6 black bishop · h6 black knight · g5 black knight · g4 black bishop · c3 white bishop · g3 black knight · b2 white king · g2 black bishop · a1 black rook | 5 |
| 4 | f8 black knight · h8 black king · b7 black bishop · c7 black knight · d7 black bishop · e7 black knight · f7 black bishop · g7 white rook · g6 black bishop · h6 black knight · g5 black knight · g4 black bishop · c3 white bishop · g3 black knight · b2 white king · g2 black bishop · a1 black rook | f8 black knight · h8 black king · b7 black bishop · c7 black knight · d7 black bishop · e7 black knight · f7 black bishop · g7 white rook · g6 black bishop · h6 black knight · g5 black knight · g4 black bishop · c3 white bishop · g3 black knight · b2 white king · g2 black bishop · a1 black rook | f8 black knight · h8 black king · b7 black bishop · c7 black knight · d7 black bishop · e7 black knight · f7 black bishop · g7 white rook · g6 black bishop · h6 black knight · g5 black knight · g4 black bishop · c3 white bishop · g3 black knight · b2 white king · g2 black bishop · a1 black rook | f8 black knight · h8 black king · b7 black bishop · c7 black knight · d7 black bishop · e7 black knight · f7 black bishop · g7 white rook · g6 black bishop · h6 black knight · g5 black knight · g4 black bishop · c3 white bishop · g3 black knight · b2 white king · g2 black bishop · a1 black rook | f8 black knight · h8 black king · b7 black bishop · c7 black knight · d7 black bishop · e7 black knight · f7 black bishop · g7 white rook · g6 black bishop · h6 black knight · g5 black knight · g4 black bishop · c3 white bishop · g3 black knight · b2 white king · g2 black bishop · a1 black rook | f8 black knight · h8 black king · b7 black bishop · c7 black knight · d7 black bishop · e7 black knight · f7 black bishop · g7 white rook · g6 black bishop · h6 black knight · g5 black knight · g4 black bishop · c3 white bishop · g3 black knight · b2 white king · g2 black bishop · a1 black rook | f8 black knight · h8 black king · b7 black bishop · c7 black knight · d7 black bishop · e7 black knight · f7 black bishop · g7 white rook · g6 black bishop · h6 black knight · g5 black knight · g4 black bishop · c3 white bishop · g3 black knight · b2 white king · g2 black bishop · a1 black rook | f8 black knight · h8 black king · b7 black bishop · c7 black knight · d7 black bishop · e7 black knight · f7 black bishop · g7 white rook · g6 black bishop · h6 black knight · g5 black knight · g4 black bishop · c3 white bishop · g3 black knight · b2 white king · g2 black bishop · a1 black rook | 4 |
| 3 | f8 black knight · h8 black king · b7 black bishop · c7 black knight · d7 black bishop · e7 black knight · f7 black bishop · g7 white rook · g6 black bishop · h6 black knight · g5 black knight · g4 black bishop · c3 white bishop · g3 black knight · b2 white king · g2 black bishop · a1 black rook | f8 black knight · h8 black king · b7 black bishop · c7 black knight · d7 black bishop · e7 black knight · f7 black bishop · g7 white rook · g6 black bishop · h6 black knight · g5 black knight · g4 black bishop · c3 white bishop · g3 black knight · b2 white king · g2 black bishop · a1 black rook | f8 black knight · h8 black king · b7 black bishop · c7 black knight · d7 black bishop · e7 black knight · f7 black bishop · g7 white rook · g6 black bishop · h6 black knight · g5 black knight · g4 black bishop · c3 white bishop · g3 black knight · b2 white king · g2 black bishop · a1 black rook | f8 black knight · h8 black king · b7 black bishop · c7 black knight · d7 black bishop · e7 black knight · f7 black bishop · g7 white rook · g6 black bishop · h6 black knight · g5 black knight · g4 black bishop · c3 white bishop · g3 black knight · b2 white king · g2 black bishop · a1 black rook | f8 black knight · h8 black king · b7 black bishop · c7 black knight · d7 black bishop · e7 black knight · f7 black bishop · g7 white rook · g6 black bishop · h6 black knight · g5 black knight · g4 black bishop · c3 white bishop · g3 black knight · b2 white king · g2 black bishop · a1 black rook | f8 black knight · h8 black king · b7 black bishop · c7 black knight · d7 black bishop · e7 black knight · f7 black bishop · g7 white rook · g6 black bishop · h6 black knight · g5 black knight · g4 black bishop · c3 white bishop · g3 black knight · b2 white king · g2 black bishop · a1 black rook | f8 black knight · h8 black king · b7 black bishop · c7 black knight · d7 black bishop · e7 black knight · f7 black bishop · g7 white rook · g6 black bishop · h6 black knight · g5 black knight · g4 black bishop · c3 white bishop · g3 black knight · b2 white king · g2 black bishop · a1 black rook | f8 black knight · h8 black king · b7 black bishop · c7 black knight · d7 black bishop · e7 black knight · f7 black bishop · g7 white rook · g6 black bishop · h6 black knight · g5 black knight · g4 black bishop · c3 white bishop · g3 black knight · b2 white king · g2 black bishop · a1 black rook | 3 |
| 2 | f8 black knight · h8 black king · b7 black bishop · c7 black knight · d7 black bishop · e7 black knight · f7 black bishop · g7 white rook · g6 black bishop · h6 black knight · g5 black knight · g4 black bishop · c3 white bishop · g3 black knight · b2 white king · g2 black bishop · a1 black rook | f8 black knight · h8 black king · b7 black bishop · c7 black knight · d7 black bishop · e7 black knight · f7 black bishop · g7 white rook · g6 black bishop · h6 black knight · g5 black knight · g4 black bishop · c3 white bishop · g3 black knight · b2 white king · g2 black bishop · a1 black rook | f8 black knight · h8 black king · b7 black bishop · c7 black knight · d7 black bishop · e7 black knight · f7 black bishop · g7 white rook · g6 black bishop · h6 black knight · g5 black knight · g4 black bishop · c3 white bishop · g3 black knight · b2 white king · g2 black bishop · a1 black rook | f8 black knight · h8 black king · b7 black bishop · c7 black knight · d7 black bishop · e7 black knight · f7 black bishop · g7 white rook · g6 black bishop · h6 black knight · g5 black knight · g4 black bishop · c3 white bishop · g3 black knight · b2 white king · g2 black bishop · a1 black rook | f8 black knight · h8 black king · b7 black bishop · c7 black knight · d7 black bishop · e7 black knight · f7 black bishop · g7 white rook · g6 black bishop · h6 black knight · g5 black knight · g4 black bishop · c3 white bishop · g3 black knight · b2 white king · g2 black bishop · a1 black rook | f8 black knight · h8 black king · b7 black bishop · c7 black knight · d7 black bishop · e7 black knight · f7 black bishop · g7 white rook · g6 black bishop · h6 black knight · g5 black knight · g4 black bishop · c3 white bishop · g3 black knight · b2 white king · g2 black bishop · a1 black rook | f8 black knight · h8 black king · b7 black bishop · c7 black knight · d7 black bishop · e7 black knight · f7 black bishop · g7 white rook · g6 black bishop · h6 black knight · g5 black knight · g4 black bishop · c3 white bishop · g3 black knight · b2 white king · g2 black bishop · a1 black rook | f8 black knight · h8 black king · b7 black bishop · c7 black knight · d7 black bishop · e7 black knight · f7 black bishop · g7 white rook · g6 black bishop · h6 black knight · g5 black knight · g4 black bishop · c3 white bishop · g3 black knight · b2 white king · g2 black bishop · a1 black rook | 2 |
| 1 | f8 black knight · h8 black king · b7 black bishop · c7 black knight · d7 black bishop · e7 black knight · f7 black bishop · g7 white rook · g6 black bishop · h6 black knight · g5 black knight · g4 black bishop · c3 white bishop · g3 black knight · b2 white king · g2 black bishop · a1 black rook | f8 black knight · h8 black king · b7 black bishop · c7 black knight · d7 black bishop · e7 black knight · f7 black bishop · g7 white rook · g6 black bishop · h6 black knight · g5 black knight · g4 black bishop · c3 white bishop · g3 black knight · b2 white king · g2 black bishop · a1 black rook | f8 black knight · h8 black king · b7 black bishop · c7 black knight · d7 black bishop · e7 black knight · f7 black bishop · g7 white rook · g6 black bishop · h6 black knight · g5 black knight · g4 black bishop · c3 white bishop · g3 black knight · b2 white king · g2 black bishop · a1 black rook | f8 black knight · h8 black king · b7 black bishop · c7 black knight · d7 black bishop · e7 black knight · f7 black bishop · g7 white rook · g6 black bishop · h6 black knight · g5 black knight · g4 black bishop · c3 white bishop · g3 black knight · b2 white king · g2 black bishop · a1 black rook | f8 black knight · h8 black king · b7 black bishop · c7 black knight · d7 black bishop · e7 black knight · f7 black bishop · g7 white rook · g6 black bishop · h6 black knight · g5 black knight · g4 black bishop · c3 white bishop · g3 black knight · b2 white king · g2 black bishop · a1 black rook | f8 black knight · h8 black king · b7 black bishop · c7 black knight · d7 black bishop · e7 black knight · f7 black bishop · g7 white rook · g6 black bishop · h6 black knight · g5 black knight · g4 black bishop · c3 white bishop · g3 black knight · b2 white king · g2 black bishop · a1 black rook | f8 black knight · h8 black king · b7 black bishop · c7 black knight · d7 black bishop · e7 black knight · f7 black bishop · g7 white rook · g6 black bishop · h6 black knight · g5 black knight · g4 black bishop · c3 white bishop · g3 black knight · b2 white king · g2 black bishop · a1 black rook | f8 black knight · h8 black king · b7 black bishop · c7 black knight · d7 black bishop · e7 black knight · f7 black bishop · g7 white rook · g6 black bishop · h6 black knight · g5 black knight · g4 black bishop · c3 white bishop · g3 black knight · b2 white king · g2 black bishop · a1 black rook | 1 |
|   | a | b | c | d | e | f | g | h |   |

Diễn biến tiếp theo có thể là:1. Xxg6+ Vh7 2. Xg7+ Vh8 3. Xxg5+ Vh7 4. Xg7+ Vh8 5. Xxf7+ Vg8 6. Xg7+ Vh8 7. Xxe7+ Vg8 8. Xg7+ Vh8 9. Xxg4+ Vh7 10. Xg7+ Vh8 11. Xxg3+ Vh7 12. Xg7+ Vh8 13. Xxd7+ Vg8 14. Xg7+ Vh8 15. Xxc7+ Vg8 16. Xg7+ Vh8 17. Xxb7+ Vg8 18. Xg7+ Vh8 19. Xxg2+ Vh7 20. Xg7+ Vh8 21. Vxa1 và giờ Đen sẽ mất một trong hai quân Mã còn lại (Mã f8 hoặc h6).